# 福康公主
周國陳國大長公主（1038年—1070年），宋仁宗趙禎長女，母昭節貴妃苗氏。

## 生平
寶元元年（1038年），仁宗长女封福康公主。公主自幼精警聰慧，性純孝，仁宗很喜愛公主，曾經身体不适，公主侍奉左右。
父亲宋仁宗念及自己生母李宸妃不能享天下養，为照顾她的家族，于庆历七年（1047年）五月，选择舅舅李用和次子、表弟李瑋为福康公主的驸马。李玮虽辈份长于福康公主，但时年仅十三岁（虚岁），与公主年龄相近。
嘉祐二年六月（1056年），福康公主晉封兗國公主，并准备正式下嫁李玮。仁宗打破惯例，命令所司择日备礼册命。有官员进言反对，仁宗未听从。七月，正式册封兗國公主。八月戊申，兖国公主出降李玮。婚后，駙馬李瑋相貌丑陋，木訥质朴，两人关系不合。公主将丈夫视为“平庸之人”（庸/庸奴）。福康公主不愛駙馬，生活苦悶，將感情寄託在公主宅第主管級宦官梁懷吉等人身上。公主的奶妈韩氏又经常挑拨公主和驸马。
嘉祐五年（1060年），公主與梁懷吉夜間獨處對飲，被李瑋的生母楊氏偷窥，公主大怒，打了楊氏，随后深夜離家，扣皇城門入訴宮中。根據歷史記載，內都知任守忠曾被彈劾欺壓駙馬，樞密使宋庠也因為被彈劾討好公主迫害駙馬而因此被罷免。宮門夜開事態嚴重，朝野嘩然，司馬光等諫臣紛紛上疏，「不更傅姆之嚴，未知失得之明。縱恣胸臆，無所畏憚，數違君父之命，陵蔑夫家」，梁懷吉「不自謹，過惡至大。罪惡山積，當伏重誅」。仁宗迫於群臣壓力，把公主降為沂國公主，入宮廷居住。梁懷吉 「配西京洒掃班」，即遣往洛陽掃皇陵。駙馬李瑋貶知衛州。公主非常愤怒，多次寻死觅活，并要放火烧毁宫殿，逼宋仁宗一定要召回梁懷吉。同年駙馬被召回京城復位。梁怀吉亦被召回宫廷，但亦只能在前省幹活，不能繼續服侍公主。公主的母亲苗贤妃与朋友俞充仪设下计策，派内臣王务滋前去监视驸马，寻其罪过，但李玮非常谨慎，王务滋找不出过失。王务滋告诉两人，应直接向仁宗请旨，以毒酒赐死李玮。仁宗没有答应苗、俞二人的请求。曹皇后亦加以劝阻。
嘉佑七年，公主与驸马的矛盾不可调和，回到宫中居住。李玮的兄长李璋曾上言：“玮愚矣，不足以承天恩。乞赐离绝。”宋仁宗允许两人离婚。司马光进言，表示“璋、玮既蒙斥，公主亦不得无罪。”最终，宋仁宗同意駙馬與公主離婚，並责备公主，对李家“恩礼不衰”，仁宗表示：“凡人富贵，亦不必为主婚也。”同年十一月，仁宗再次恢复了李玮的驸马身份，并给公主改封为岐国公主，名义上给两人复婚。
堂兄宋英宗登基，公主晉越國長公主。治平四年（1067年），侄子宋神宗继位，公主晉楚國大長公主。熙寧三年正月九日（1070年），福康公主逝世，年三十三歲。
公主逝世时，侄子宋神宗亲临公主住宅洒酒祭奠。神宗召见大臣时，大哭，指责李玮辜负宋仁宗，虐待公主。在衣食和医疗方面，多有苛待。公主衣衾已生有虮虱，又需亲取炭生火，炭火伤及脸面。宋神宗将李玮贬职至陈州。又因為公主對其父宋仁宗孝順，命曰庄孝，追封秦國。宋徽宗加周、陳國，政和年间，改封庄孝明懿大長帝姬。

## 影视
| 劇名   | 使用的名字 | 演員 |
| 清平乐 | 赵徽柔     | 任敏 |